# Quantities, Units and Symbols in Physical Chemistry
« Green Book (IUPAC) » redirige ici. Pour les autres significations, voir Green Book (homonymie).
Quantities, Units and Symbols in Physical Chemistry (« Quantités, Unités et Symboles en chimie physique »), troisième édition  (ISBN 978-0-85404-433-7), connu aussi sous le nom de « Green Book », est un livre publié en août 2007 par l'Union internationale de chimie pure et appliquée (IUPAC) recensant la plupart des constantes fondamentales, données et nomenclature dans les domaines de la chimie et de la physique. Les informations contenues dans le Green Book sont une synthèse des recommandations de l'UICPA, l'UIPPA et de l'ISO, incluant une partie du « Red Book » de l'IUPAC et les standards ISO 31.
Les deux premières éditions de Quantities, Units and Symbols in Physical Chemistry (2e:  (ISBN 0-632-03583-8)) n'établissaient, elles, que les standards de nomenclature en chimie.
Les Green Books sont les successeurs directs du Manual of Symbols and Terminology for Physicochemical Quantities and Units (« Manuel des symboles et de terminologie des quantités et unités physico-chimiques ») rédigé en 1969 par M. L. McGlashen, membre de la division Chimie physique de l'IUPAC. Un historique complet des Green Books est donné dans l'introduction historique de la 3e édition.